# Iapígia
Iapígia (en llatí Iapigia, en grec antic Ἰαπυγία) va ser el nom que els grecs van donar al sud-est d'Itàlia a la vora de la mar Adriàtica.
El terme s'usava amb vaguetat, i es podia referir a l'extrem de la península o més extensivament a tota la Itàlia del sud-est (que els romans anomenaven Calàbria i els grecs Messàpia, i més amplament s'aplicava a tota l'Apúlia és a dir Pulla. Escílax de Carianda situa Iapígia entre Lucània i el promontori anomenat Drion (mont Garganus) i hi inclou les ciutats de Metapontum i Heraclea al golf de Tàrent, generalment assignades a Lucània, i diu que la seva costa s'estenia durant sis dies de viatge. Polibi el segueix en un període més tardà però utilitza el terme iapigis per referir-se als seus habitants, als que els romans anomenaven apulis i els distingeix dels messapis.
D'altra banda Heròdot aplica el terme Iapígia a tota la península de Messàpia i fa dels messapis una branca dels iapigis. Aristòtil identifica als iapigis amb els messapis. Estrabó limita el terme a la península però diu que uns l'anomenen Iapígia i altres Messàpia, i els romans Calàbria. Apià i Dionís Periegetes segueixen a Polibi i anomenen Iapígia a la Pulla romana i fan els messapis una tribu dels apulis. Claudi Ptolemeu segueix als autors romans i utilitza els noms romans de la zona i, per tant, no anomena Iapígia.
El nom va derivar del pobles dels iapigis. No se sap d'on prové aquesta paraula, que s'aplicava a diferents tribus com ara les dels messapis, calabres, sal·lentins i peuquetis. Els mitògrafs grecs derivaven el nom de l'heroi epònim Jàpige fill de Licàon, però es creu que podrien ser un poble d'arrel celta que van emigrar des d'Il·líria abans del segle v.